# Blaesoxipha plumicornis
Blaesoxipha plumicornis är en tvåvingeart som först beskrevs av Zetterstedt 1859.  Blaesoxipha plumicornis ingår i släktet Blaesoxipha och familjen köttflugor. Arten är reproducerande i Sverige. Inga underarter finns listade i Catalogue of Life.